# Ayencourt
Ayencourt (auch Ayencourt le Monchel, picardisch: Ayincourt Monchi) ist eine nordfranzösische Gemeinde mit 153 Einwohnern (Stand 1. Januar 2022) im Département Somme in der Region Hauts-de-France. Die Gemeinde liegt im Arrondissement Montdidier und gehört zum Kanton Roye.

## Geographie
Die von der Départementsstraße D329 und der stillgelegten Bahnstrecke nach Compiègne durchzogene Gemeinde an der Grenze zum Département Oise liegt rund drei Kilometer südsüdwestlich von Montdidier und unmittelbar an dieses anschließend überwiegend am linken (westlichen) Ufer des Flüsschens Trois Doms. Am Nordrand der Gemeinde liegt ein Sportzentrum der französischen Eisenbahnen.

## Geschichte
Die Gemeinde erhielt als Auszeichnung das Croix de guerre 1914–1918.

## Einwohner
| 1962 | 1968 | 1975 | 1982 | 1990 | 1999 | 2006 | 2010 |
| ---- | ---- | ---- | ---- | ---- | ---- | ---- | ---- |
| 129  | 108  | 138  | 158  | 178  | 170  | 176  | 173  |

## Verwaltung
Bürgermeister (maire) ist seit 2001 Jean-Pierre Gérard.	

## Persönlichkeiten
- Louis-Lucien Klotz (1868–1930), französischer Politiker und Minister, von 1900 bis 1928 Maire von Ayencourt.